# Saint-André-de-Double
Saint-André-de-Double – miejscowość i gmina we Francji, w regionie Nowa Akwitania, w departamencie Dordogne.
Według danych na rok 1990 gminę zamieszkiwało 176 osób, a gęstość zaludnienia wynosiła 6 osób/km² (wśród 2290 gmin Akwitanii Saint-André-de-Double plasuje się na 1001. miejscu pod względem liczby ludności, natomiast pod względem powierzchni na miejscu 290.).